# Afrikamesterskabet i håndbold 1987 (mænd)
Afrikamesterskabet i håndbold 1987 for mænd var den syvende udgave af Afrikamesterskabet i håndbold for mænd. Turneringen havde deltagelse af 7 hold. Turneringen blev afholdt i 1987 i Marokkos hovedstad Rabat af Confédération Africaine de Handball (CAHB). Algeriet vandt turneringen mod Egypten. Tunesien fik en tredjeplads.
Som vinder af turneringen, kvalificerede Algeriet sig til den olympiske håndboldturnering i 1988 i Seoul; mens Egypten kvalificerede sig til B-VM 1989 i Frankrig.

## Placeringer
| Rang | Hold            |
| ---- | --------------- |
|      | Algeriet        |
|      | Egypten         |
|      | Tunesien        |
| 4    | Congo           |
| 5    | Angola          |
| 6    | Elfenbenskysten |
| 7    | Senegal         |
| 8    | Marokko         |